# تسیرکویتسه (ناحیه کولین)
تسیرکویتسه (به چکی: Církvice) یک منطقهٔ مسکونی در جمهوری چک است که در ناحیه کولین واقع شده‌است. تسیرکویتسه ۲٫۴۵ کیلومتر مربع مساحت و ۱۶۳ نفر جمعیت دارد و ۳۷۴ متر بالاتر از سطح دریا واقع شده‌است.